# Gare d'Altsasu
La gare d'Altsasu (en espagnol : gare d'Alsasua) est une gare ferroviaire situé dans la commune espagnole d'Altsasu dans la communauté forale de Navarre. Elle est située à l'intersection entre les axes ferroviaires Madrid-Hendaye et Altsasu-Saragosse-Barcelone.

## Situation ferroviaire
La gare se trouve au point kilométrique 535,50 de la ligne à écartement ibérique de Madrid à Hendaye à 533,83 mètres d'altitude, entre les gares de Araia (vers Madrid-Chamartín-Clara Campoamor), de Brinkola (en direction d'Hendaye) et Altsasu-Pueblo (vers Castejón de Ebro.
La gare est dotée de trois voies bordées par deux quais dont un latéral et un central.

## Histoire
La gare a été inaugurée le 28 août 1864 avec la mise en service du tronçon Olazti-Beasain de la ligne de Madrid à Hendaye. Son exploitation a initialement été confiée à la Compañía de los Caminos de Hierro del Norte de España jusqu'en 1941 où l'entreprise a été intégrée à la Renfe à la suite de la nationalisation du secteur ferroviaire. Depuis le 31 décembre 2004, la gestion de l'infrastructure et de l'exploitation ont été séparées en deux entités distinctes : la ligne appartient à ADIF tandis que la Renfe exploite les trains qui y circulent.

## Service des voyageurs

### Accueil
Gare d'ADIF, elle est dotée d'un bâtiment voyageurs assurant la vente des titres de transport et l'information aux voyageurs.

### Desserte

#### Grandes lignes
La gare d'Altsasu est desservie par les trains Alvia reliant Barcelone-Sants à Saint-Sébastien ainsi que l'aller-retour Intercity journalier entre Saint-Sébastien et Vitoria-Gasteiz qui assure la correspondance avec la relation Alvia entre Barcelone à la Galice.

#### Trafic régional
La gare d'Altsasu est desservie par les trains Media Distancia reliant Madrid-Príncipe Pío à Saint-Sébastien ainsi que le train Regional Exprésmatinal reliant Irun à Vitoria-Gasteiz.

### Intermodalité
La gare n'est en correspondance directe avec aucune autre ligne de transports en commun.